# Isbana (motorsport)

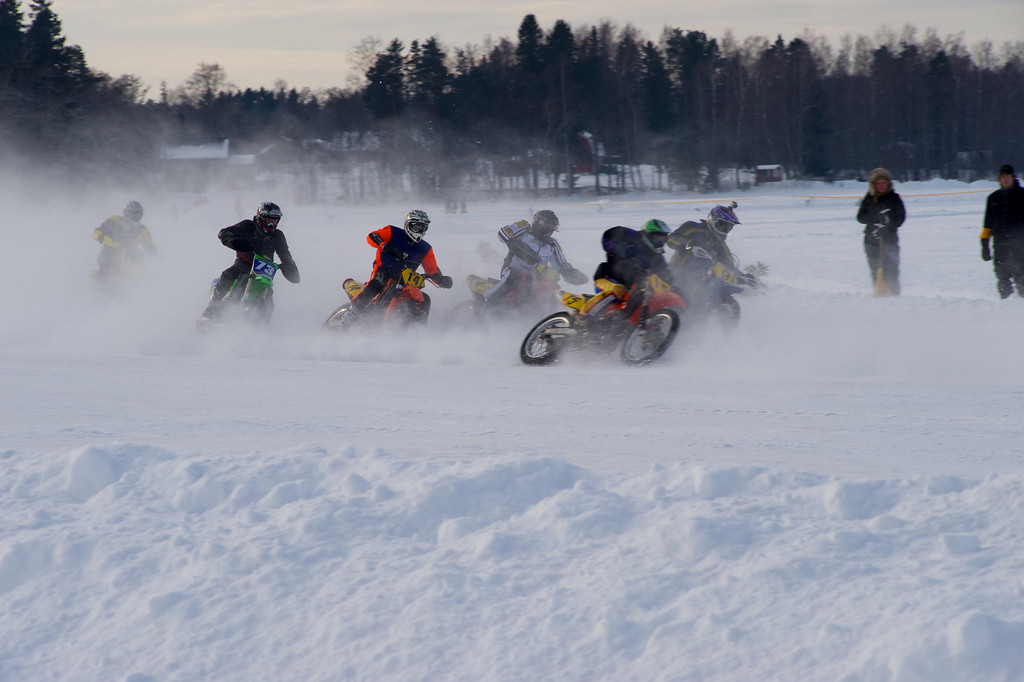
SM-deltävling i Isbana 2011-02-20 (MC Solo 1 finndubb)

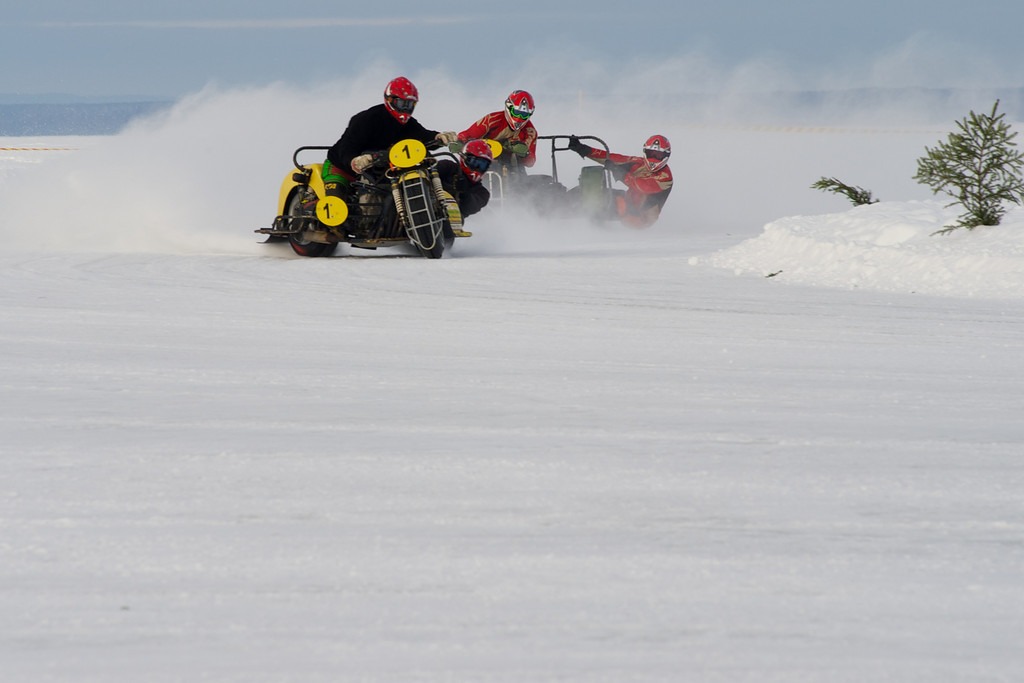
SM-deltävling i Isbana 2011-02-20 (MCS med rallydubb)

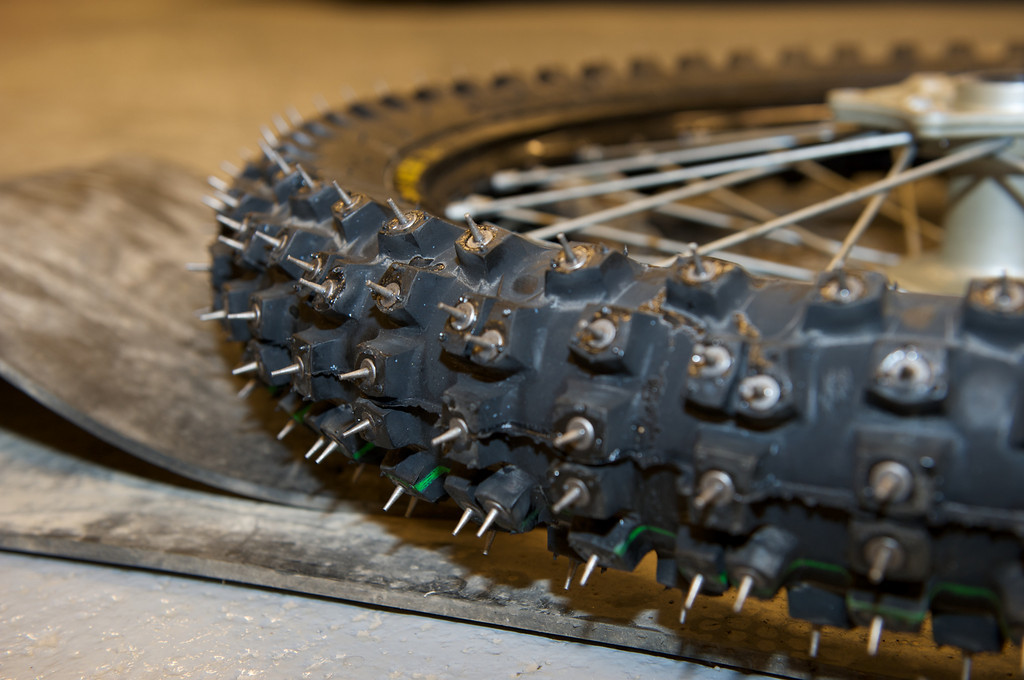
Finndubb, den snabbaste klassen av Isbana

Isbana är en tävlingsgren inom SVEMO och det är vinterns version av roadracing. Det är en av fyra högfartsgrenar inom Svemo. Banorna får vara från 300 m till 1500 m långa där det är vanligast att varvet är ca 1000 m. Banan måste vara minst 15 meter bred och skapas på frusna insjöar eller havsvikar.
Man uppnår en hastighet på mellan 150 och 180km/h på rakorna i den snabbaste klassen (finndubb) och starten sker på linje som i motocross. Istället för grindar är startanordningen två gummisnoddar som släpps från ett startbås i mitten på startlinjen.
SM i isbana avgörs i två klasser:
- MC Solo klass 1 (≤700cc 4-takt / ≤500cc 2-takt med finndubb)
- MCS (MC med sidovagn på ≤1500cc 4-takt / ≤1000 2-takt med rallydubb)

Utöver det finns supportklasser:
- MC Solo klass 2 (endurodubb)
- Open Solo (finndubb)
- Old boys Solo (finndubb)
- Quadracer (250-750cc med finndubb)

Regerande svenska mästare är 2016, i MC Solo David Starnberg och i MCS Andreas Gillsberg.
Isbana är den äldsta tävlingsformen inom svensk motorsport och fortfarande styrker reglementet att "om dubbfria klasser förekommer ska isbanan sandas". Historiskt sett rullades däcken i tjära och därefter en grusfålla för att få bästa möjliga start. Det är från sporten vi utvecklat dubbdäcken vi använder på våra fordon vintertid. Sporten är störst i Finland och Sverige men det förekommer även tävlingar sanktionerade av AMA i Nordamerika.
I soloklasserna är det i första hand motorcyklar man tävlar med i Backe eller Supermoto (finndubb) samt Enduro eller Motocross (endurodubb). En annan form av motorcykeltävling på is är isracing som avgörs på en mycket kortare ovalbana.